# دبابة فرسان

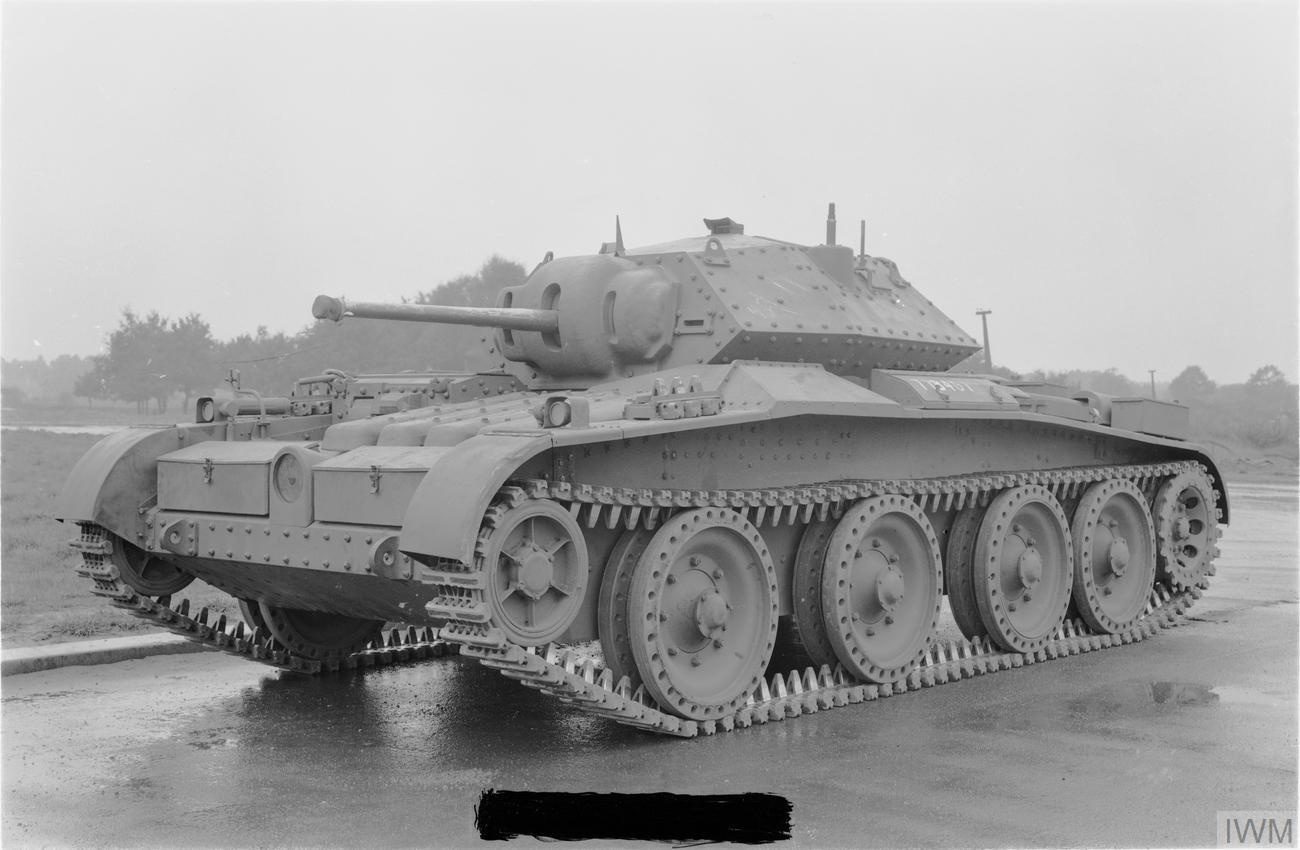
دبابة الفرسان البريطانية مارك-5 كوفيننتر

دبابة فرسان (بالإنجليزية: cavalry tank)‏ هو مفهوم بريطاني طور خلال حقبة ما بين الحربين العالميتين والذي شهد تطبيقا عمليا خلال الحرب العالمية الثانية يقوم المفهوم على تطوير «دبابة سريعة» قادرة على قطع مسافات طويلة خلف خطوط العدو تعمل جنبا إلى جنب مع دبابات المشاة البطيئة والمثقلة بالدروع بحيث تقوم وحدات المشاة المعززة بالدبابة الثقيلة (دبابات المشاة) بمهاجمة خطوط دفاع العدو واختراقها لتنطلق عبرها «دبابات الفرسان» لمهاجمة العمق وقطع خطوط إمدادت العدو واتصالاته.